# کوری اندرسون
کوری اندرسون (انگلیسی: Corey Anderson؛ زادهٔ ۲۲ سپتامبر ۱۹۸۹) ورزشکار هنرهای رزمی ترکیبی اهل ایالات متحده آمریکا است. وی از سال ۲۰۱۳ میلادی تاکنون مشغول فعالیت بوده‌است.